# پادگان جلدیان
پادگان جلدیان روستا و پایگاهی نظامی در ایران است که در استان آذربایجان غربی واقع شده‌است. پادگان جلدیان ۳۳۳ نفر جمعیت دارد.